# Arrondissement de Saale-Holzland
L'arrondissement de Saale-Holzland est un arrondissement (« Landkreis » en allemand) de Thuringe (Allemagne).
Son chef-lieu est Eisenberg.

## Villes, communes & communautés d'administration
(nombre d'habitants en 2013)
| Villes 1. Bürgel (3 052) remplit aussi les fonctions administratives pour : 1. Graitschen bei Bürgel (400) 2. Nausnitz (70) 3. Poxdorf (96) 2. Eisenberg (10 995) remplit aussi les fonctions administratives pour : 1. Gösen (207) 2. Hainspitz (653) 3. Mertendorf (150) 4. Petersberg (261) 5. Rauschwitz (214) 3. Kahla (7 022) 4. Stadtroda (5 838) remplit aussi les fonctions administratives pour : 1. Bollberg (297) 2. Möckern (126) 3. Quirla (504) 4. Ruttersdorf-Lotschen (323) | Communes 1. Bad Klosterlausnitz, (3 537), remplit aussi les fonctions administratives pour : 1. Albersdorf (288) 2. Bobeck (295) 3. Scheiditz (57) 4. Schlöben (919) 5. Schöngleina (467) 6. Serba (682) 7. Tautenhain (1 011) 8. Waldeck (236) 9. Weißenborn (1 189) |  |

Communautés d'administration
* siège d'une communauté d'administration
| - 1. Verwaltungsgemeinschaft Dornburg-Camburg (10 460) 1. Dornburg-Camburg, ville (5 476) 2. Frauenprießnitz (899) 3. Golmsdorf (683) 4. Großlöbichau (752) 5. Hainichen (194) 6. Jenalöbnitz (152) 7. Lehesten (700) 8. Löberschütz (128) 9. Neuengönna (662) 10. Tautenburg (290) 11. Thierschneck (111) 12. Wichmar (219) 13. Zimmern (194) - 2. Verwaltungsgemeinschaft Heideland-Elstertal-Schkölen (7 958) 1. Crossen an der Elster * (1 685) 2. Hartmannsdorf (655) 3. Heideland (1 843) 4. Rauda (292) 5. Schkölen, ville (2 658) 6. Silbitz (646) 7. Walpernhain (194) | - 3. Verwaltungsgemeinschaft Hermsdorf (10 808) 1. Hermsdorf, ville * (7 800) 2. Mörsdorf (445) 3. Reichenbach (914) 4. Schleifreisen (420) 5. St. Gangloff (1 229) - 4. Verwaltungsgemeinschaft Hügelland/Täler (5 032) 1. Bremsnitz (136) 2. Eineborn (318) 3. Geisenhain (178) 4. Gneus (161) 5. Großbockedra (179) 6. Karlsdorf (116) 7. Kleinbockedra (35) 8. Kleinebersdorf (175) 9. Lippersdorf-Erdmannsdorf (458) 10. Meusebach (99) 11. Oberbodnitz (253) 12. Ottendorf (417) 13. Rattelsdorf (81) 14. Rausdorf (188) 15. Renthendorf (424) 16. Tautendorf (154) 17. Tissa (138) 18. Tröbnitz * (460) 19. Trockenborn-Wolfersdorf (563) 20. Unterbodnitz (194) 21. Waltersdorf (181) 22. Weißbach (124) | - 5. Verwaltungsgemeinschaft Südliches Saaletal (10 854) (Siège : Kahla) 1. Altenberga (754) 2. Bibra (264) 3. Bucha (1 088) 4. Eichenberg (413) 5. Freienorla (333) 6. Großeutersdorf (267) 7. Großpürschütz (400) 8. Gumperda (380) 9. Hummelshain (618) 10. Kleineutersdorf (357) 11. Laasdorf (585) 12. Lindig (241) 13. Milda (773) 14. Orlamünde, ville (1 133) 15. Reinstädt (504) 16. Rothenstein (1 174) 17. Schöps (313) 18. Seitenroda (199) 19. Sulza (274) 20. Zöllnitz (784) |